# Movietone News

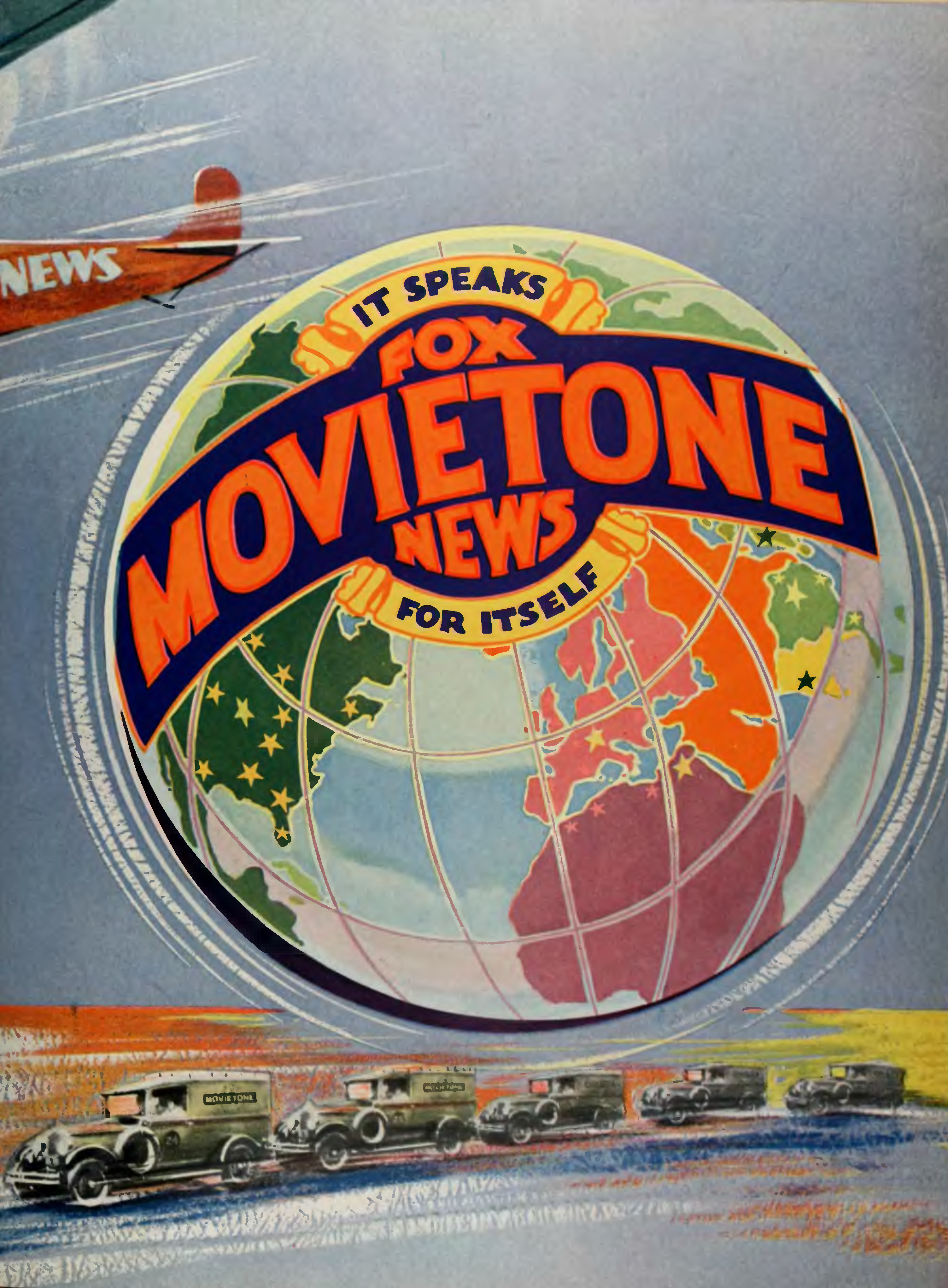
Annonce pour Fox Movietone News dans le magazine Film Daily en 1929.

Movietone News est un journal d'actualité qui a duré de 1928 à 1963 aux États-Unis et, en tant que British Movietone News, de 1929 à 1979 au Royaume-Uni.